# Фінал Кубка Стенлі 1990

Фінал Кубка Стенлі 1990 (англ. Stanley Cup Finals) — 98-й загалом фінал Кубка Стенлі та сезону 1989–1990 у НХЛ між командами «Едмонтон Ойлерз» та «Бостон Брюїнс». Фінальна серія стартувала 15 травня в Бостоні, а фінішувала 24 травня перемогою «Едмонтон Ойлерз».
У регулярному чемпіонаті «Бостон Брюїнс» фінішували першими в дивізіоні Адамса Конференції Принца Уельського набравши 101 очка, а «Едмонтон Ойлерз» посіли друге місце в дивізіоні Смайт Конференції Кларенса Кемпбела з 90 очками.
У фінальній серії перемогу здобули «Едмонтон Ойлерз» 4:1. Приз Кона Сміта (найкращого гравця фінальної серії) отримав воротар «Нафтовиків» Білл Ренфорд.

## Шлях до фіналу
| Західна конференція     |          |                    |                   |                                              |
| Стадія                  | Суперник | Суперник           | Загальний рахунок | Результати матчів                            |
| Чвертьфінал конференції | С3       | Вінніпег Джетс     | 4 : 3             | 5:7, 3:2 (ОТ), 1:2, 3:4 (2ОТ), 4:3, 4:3, 4:1 |
| Півфінал конференції    | С4       | Лос-Анджелес Кінгс | 4 : 0             | 7:0, 6:1, 5:4, 6:5 (ОТ)                      |
| Фінал конференції       | Н1       | Чикаго Блекгокс    | 4 : 2             | 5:2, 3:4, 1:5, 4:2, 4:3, 8:4                 |

| Східна конференція      |          |                    |                   |                                        |
| Стадія                  | Суперник | Суперник           | Загальний рахунок | Результати матчів                      |
| Чвертьфінал конференції | А4       | Гартфорд Вейлерс   | 4 : 3             | 3:4, 3:1, 3:5, 6:5, 3:2, 2:3 (ОТ), 3:1 |
| Півфінал конференції    | А3       | Монреаль Канадієнс | 4 : 1             | 1:0, 5:4 (ОТ), 6:3, 1:4, 3:1           |
| Фінал конференції       | П3       | Вашингтон Кепіталс | 4 : 0             | 5:3, 3:0, 4:1, 3:2                     |

## Арени
| Едмонтон           | Нортландс-колісіум Бостон-гарденclass=notpageimage\| Арени фіналу Кубка Стенлі 1990 | Бостон            |
| Нортландс-колісіум | Нортландс-колісіум Бостон-гарденclass=notpageimage\| Арени фіналу Кубка Стенлі 1990 | Бостон-гарден     |
| Місткість: 18 639  | Нортландс-колісіум Бостон-гарденclass=notpageimage\| Арени фіналу Кубка Стенлі 1990 | Місткість: 14 448 |
|                    | Нортландс-колісіум Бостон-гарденclass=notpageimage\| Арени фіналу Кубка Стенлі 1990 |                   |

## Серія
| 15 травня 1990 | Едмонтон Ойлерз | 3 : 2 (3ОТ) (1:0, 1:0, 0:2, 0:0, 0:0, 1:0) | Бостон Брюїнс | Бостон-гарден, Бостон |

| Протокол                                                       | Протокол     | Протокол                          | Протокол | Протокол |
| -------------------------------------------------------------- | ------------ | --------------------------------- | -------- | -------- |
|                                                                | Білл Ренфорд | Голкіпери                         | Енді Муг |          |
| Адам Грейвс (09:46) Гленн Андерсон (33:00) Петр Кліма (115:13) |              | Рей Бурк (43:43) Рей Бурк (58:31) |          |          |
| 12 хв.                                                         | Вилучення    | 8 хв.                             |          |          |
| 31                                                             | Кидки        | 52                                |          |          |

| 18 травня 1990 | Едмонтон Ойлерз | 7 : 2 (2:1, 4:1, 1:0) | Бостон Брюїнс | Бостон-гарден |

| Протокол | Протокол     | Протокол                            | Протокол                                           | Протокол |
| --- | ------------ | ----------------------------------- | -------------------------------------------------- | -------- |
| | Білл Ренфорд | Голкіпери                           | Режан Лемелен (00:00-35:39) Енді Муг (35:39-60:00) |          |
| Адам Грейвс (08:38) Ярі Куррі (10:53) Ярі Куррі (24:21) Крейг Сімпсон (35:28) Еса Тікканен (37:10) Джо Мерфі (39:12) Ярі Куррі (47:27) |              | Рей Бурк (19:07) Грег Гогуд (22:56) |                                                    |          |
| 27 хв. | Вилучення    | 22 хв.                              |                                                    |          |
| 22 | Кидки        | 27                                  |                                                    |          |

| 20 травня 1990 | Бостон Брюїнс | 2 : 1 (2:0, 0:0, 0:1) | Едмонтон Ойлерз | Нортландс-колісіум, Едмонтон |

| Протокол                                | Протокол  | Протокол             | Протокол                   | Протокол |
| --------------------------------------- | --------- | -------------------- | -------------------------- | -------- |
|                                         | Енді Муг  | Голкіпери            | Білл Ренфорд (00:00-59:20) |          |
| Джон Байс (00:10) Грег Джонстон (15:04) |           | Еса Тікканен (45:54) |                            |          |
| 10 хв.                                  | Вилучення | 10 хв.               |                            |          |
| 22                                      | Кидки     | 29                   |                            |          |

| 22 травня 1990 | Бостон Брюїнс | 1 : 5 (0:2, 0:2, 1:1) | Едмонтон Ойлерз | Нортландс-колісіум |

| Протокол            | Протокол  | Протокол | Протокол     | Протокол |
| ------------------- | --------- | --- | ------------ | -------- |
|                     | Енді Муг  | Голкіпери | Білл Ренфорд |          |
| Джон Картер (55:02) |           | Гленн Андерсон (02:13) Гленн Андерсон (16:27) Крейг Сімпсон (21:00) Еса Тікканен (39:15) Крейг Сімпсон (58:36) |              |          |
| 19 хв.              | Вилучення | 17 хв. |              |          |
| 25                  | Кидки     | 33 |              |          |

| 24 травня 1990 | Едмонтон Ойлерз | 4 : 1 (0:0, 2:0, 2:1) | Бостон Брюїнс | Бостон-гарден |

| Протокол                                                                         | Протокол     | Протокол             | Протокол | Протокол |
| -------------------------------------------------------------------------------- | ------------ | -------------------- | -------- | -------- |
|                                                                                  | Білл Ренфорд | Голкіпери            | Енді Муг |          |
| Гленн Андерсон (21:17) Крейг Сімпсон (29:31) Стів Сміт (46:09) Джо Мерфі (54:53) |              | Ліндон Баєрс (56:30) |          |          |
| 4 хв.                                                                            | Вилучення    | 6 хв.                |          |          |
| 22                                                                               | Кидки        | 30                   |          |          |

| Володар Кубка Стенлі 1990    |
| ---------------------------- |
| Едмонтон Ойлерз п'ятий титул |

## Володарі Кубка Стенлі
| Володарі Кубка Стенлі «Едмонтон Ойлерз» | Воротарі: Білл Ренфорд, Грант Фюр, Покі Реддік Захисники: Кевін Лоу, Стів Сміт, Джефф Б'юкебум, Ренді Грегг, Чарлі Гадді, Джефф Сміт, Рейо Руотсалайнен, Крейг Муні Нападники: Марк Лемб, Джо Мерфі, Марк Мессьє (К), Крейг Мактевіш, Гленн Андерсон, Еса Тікканен, Адам Грейвс, Келлі Букбергер, Ярі Куррі, Крейг Сімпсон, Мартін Желіна, Дейв Браун, Петр Кліма Головний тренер: Джон Маклер Генеральний менеджер: Глен Сатер Асистент головного тренера: Рон Лоу Скаут: Лорн Дейвіс |